# Uzbekistan Airways

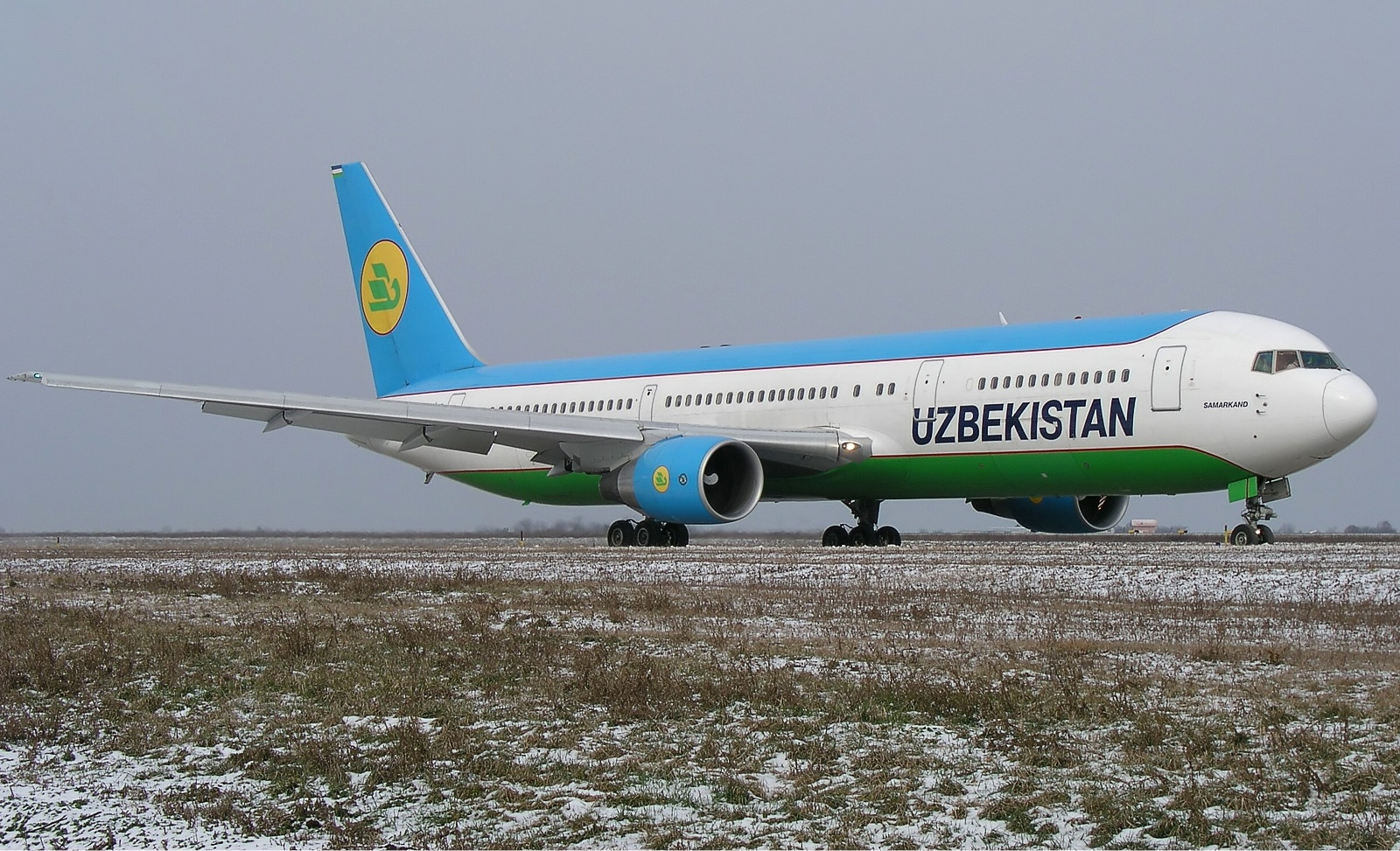
Boeing 767-300 d'Uzbekistan Airways

Uzbekistan Airways (code AITA : HY ; code OACI : UZB), en ouzbek, O‛zbekiston havo yo‛llari,
est la compagnie aérienne nationale de l'Ouzbékistan, créée en 1992 par décret du président ouzbek Islom Karimov peu de temps après la dissolution de l'Union soviétique.

## Histoire
À la suite de la dissolution de l'Union soviétique, le président ouzbek Islam Karimov a autorisé en 1992 la création d'Uzbekistan Airways. La compagnie aérienne a été créée le 28 janvier 1992 et a repris les opérations de la division Ouzbékistan d'Aeroflot le 31 mai 1992. En 1993, Uzbekistan Airways a acquis ses deux premiers Airbus A310-300. Les deux A310 faisaient partie de la flotte, ainsi que des avions de construction russe (25 Antonov An-24/26, un Ilyushin Il-62, 13 Ilyushin Il-76, un Ilyushin Il-86, 23 Tupolev Tu-154 et trois Yakovlev Yak-40). À cette époque, la compagnie aérienne était toujours le seul opérateur du pays. À la fin de 1995, le transporteur a commandé ses premiers Boeing: deux Boeing 767-300ER et un Boeing 757.
Uzbekistan Airways était le client de lancement de l'Ilyushin Il-114 ; dont la livraison du premier avion assemblé localement a eu lieu en juillet 1998. Deux Boeing 757-200 supplémentaires ont été directement commandés à Boeing en avril 1999. À la fin de 1999, l'entreprise a pris possession du premier de ces deux Boeing 757-200 de 184 places.
En avril 2000, la compagnie aérienne comptait 16 296 employés. À cette époque, la flotte comprenait trois Airbus A310-300, trois Antonov An-12, un Antonov An-24, 18 Antonov An-24B, trois Antonov An-24RV, trois Boeing 757-200, deux Boeing 767-300ER, trois Avro RJ85, quatre Ilyushin Il-114, deux Ilyushin Il-62, six Ilyushin Il-62M, dix Ilyushin Il-76T, neuf Ilyushin Il-86, 15 Tupolev Tu-154B, deux Tupolev Tu-154M et 19 Yakovlev Yak-40. Les destinations desservies à l'époque comprenaient Almaty, Amsterdam, Andijan, Achgabat, Athènes, Bakou, Bangkok, Pékin, Bichkek, Boukhara, Tcheliabinsk, Delhi, Dacca, Iekaterinbourg, Ferghana, Francfort, Istanbul, Djeddah, Karchi, Kazan, Khabarovsk, Kuala Lumpur, Londres, Mineralnye Vody, Moscou, Namangan, New York, Novossibirsk, Noukous, Omsk, Paris, Riyad, Rostov-sur-le-Don, Samara, Samarcande, Séoul, Charjah, Simferopol, Saint-Pétersbourg, Tachkent, Tel Aviv, Termez, Tioumen, Oufa et Ourguentch.
Deux Boeing 767-300ER supplémentaires, équipés de Pratt & Whitney PW4000, ont été commandés en 2001 et l'arrivée est prévue en 2002.
Uzbekistan Airways a transporté 2 625 millions de passagers en 2014, soit une baisse de 1,9% d'une année sur l'autre (YOY), alors que 4,6% de fret en plus ont été traités sur un an.

## Controverses

### Activités en Russie
Uzbekistan Airways a été critiquée pour avoir continué à opérer des vols au-dessus de l'espace aérien russe pendant la guerre en Ukraine. Alors que de nombreuses compagnies aériennes ont cessé de survoler la Russie en raison des sanctions et des fermetures d’espace aérien, Uzbekistan Airways a poursuivi ses opérations. Selon les rapports, la compagnie est restée l'une des compagnies aériennes à continuer de voler dans l’espace aérien russe malgré la pression internationale et les sanctions imposées à la Russie. Les critiques ont affirmé qu’en continuant de survoler le territoire russe, Uzbekistan Airways soutenait indirectement l’économie et le gouvernement russes pendant le conflit.

## Flotte
En janvier 2023, les appareils suivants sont en service au sein de la flotte d'Uzbekistan Airways, :

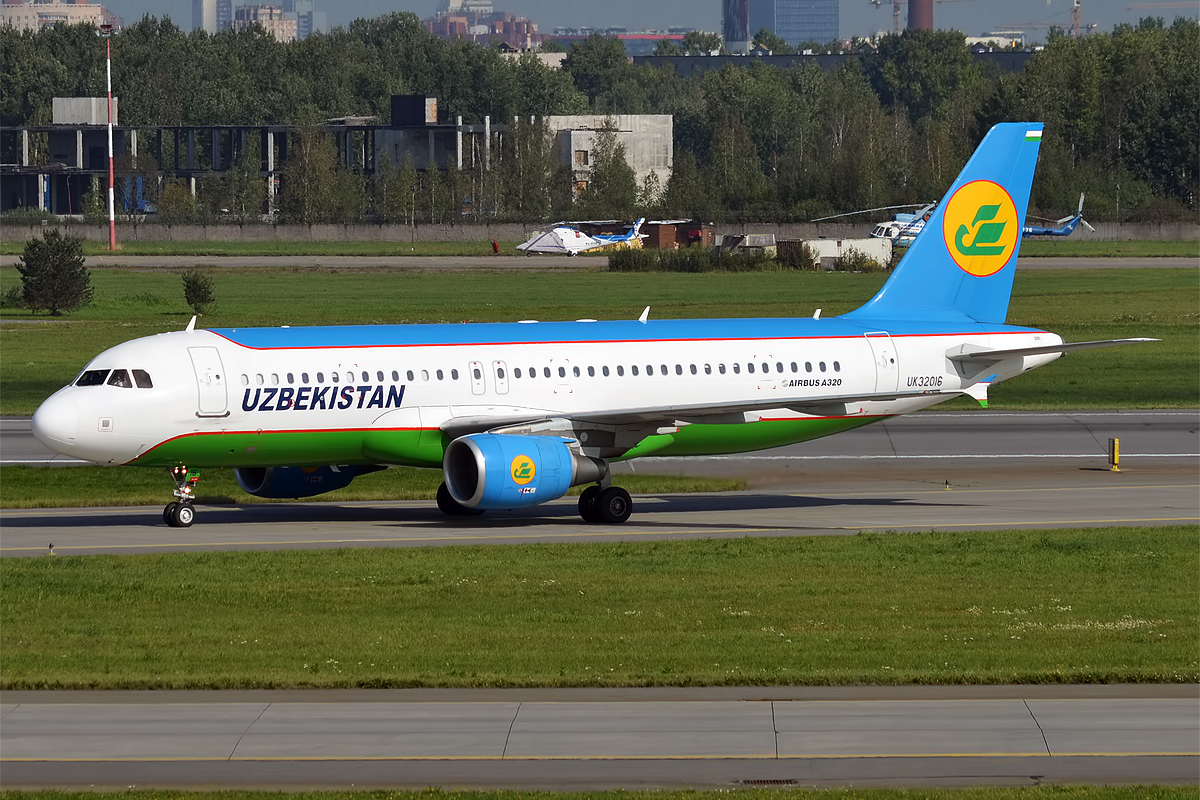
Un Airbus A320-214

| Avions                            | En Service | Commandes | Passagers | Passagers | Passagers | Notes                                                |  |
| Avions                            | En Service | Commandes | C         | Y         | Total     | Notes                                                |  |
| --------------------------------- | ---------- | --------- | --------- | --------- | --------- | ---------------------------------------------------- |  |
| Airbus A320-200                   | 9          | —         | 12        | 138       | 150       | Un avion opérant pour le Gouvernement d'Ouzbékistan. |  |
| Airbus A320neo                    | 10         | —         | 12        | 138       | 150       |                                                      |  |
| Airbus A321neo                    | —          | 14        |           |           |           |                                                      |  |
| Airbus A321LR                     | 5          |           | 16        | 172       | 188       |                                                      |  |
| Airbus A330-200                   | 2          | —         | 18        | 248       | 266       |                                                      |  |
| Boeing 757-200                    | 2          | —         | 26        | 158       | 184       |                                                      |  |
| Boeing 757-200                    | 2          | —         | 22        | 168       | 190       |                                                      |  |
| Boeing 767-300ER                  | 8          | —         | 18        | 246       | 264       | Un avion opérant pour le Gouvernement d'Ouzbékistan. |  |
| Boeing 767-300ER                  | 8          | —         | 15        | 232       | 247       | Un avion opérant pour le Gouvernement d'Ouzbékistan. |  |
| Boeing 787-8                      | 7          | 14        | 24        | 222       | 246       |                                                      |  |
| Boeing 787-8                      | 7          | 14        | 24        | 246       | 270       |                                                      |  |
| Let L-410 Turbolet                | 1          | 1         |           | 19        | 19        |                                                      |  |
| Flotte Cargo d'Uzbekistan Airways |            |           |           |           |           |                                                      |  |
| Boeing 767-300BCF                 | 2          | —         | Cargo     | Cargo     | Cargo     |                                                      |  |
| Ilyushin Il-76TD                  | 2          | —         | Cargo     | Cargo     | Cargo     |                                                      |  |
| Total                             | 48         | 29        |           |           |           |                                                      |  |

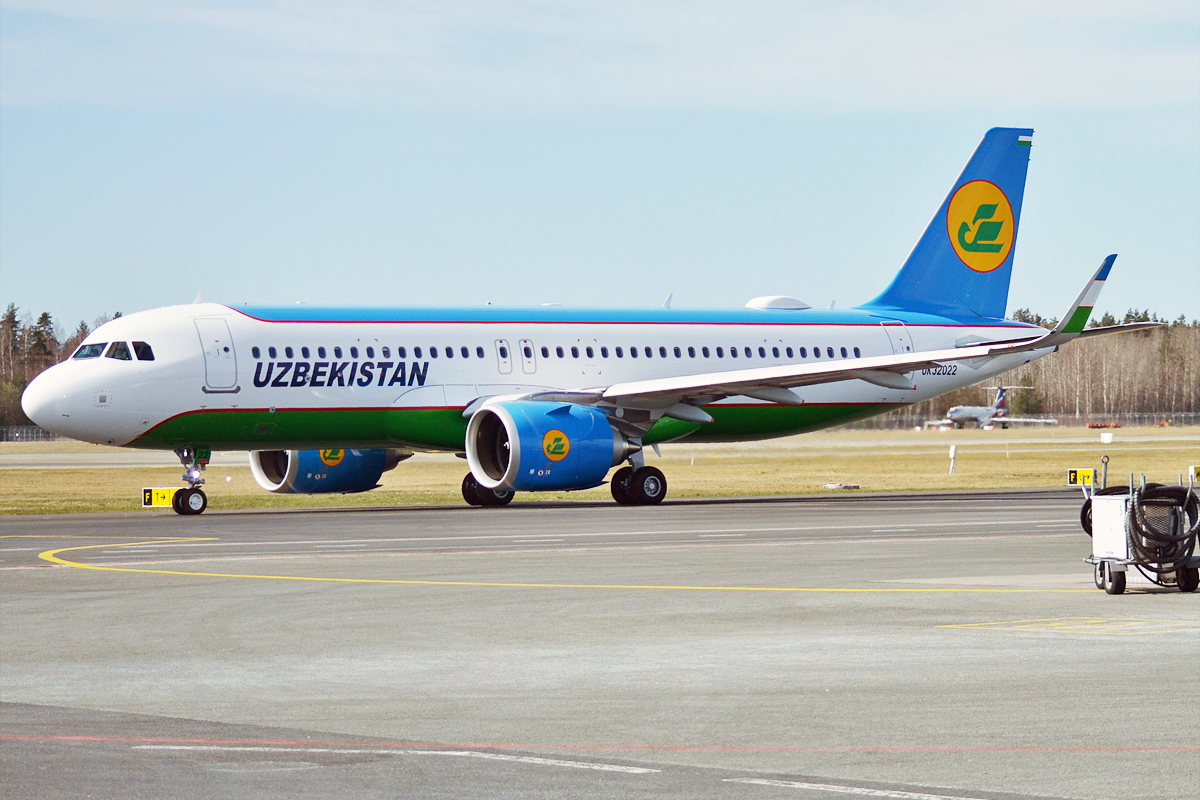
Airbus A320-251N d'Uzbekistan Airways
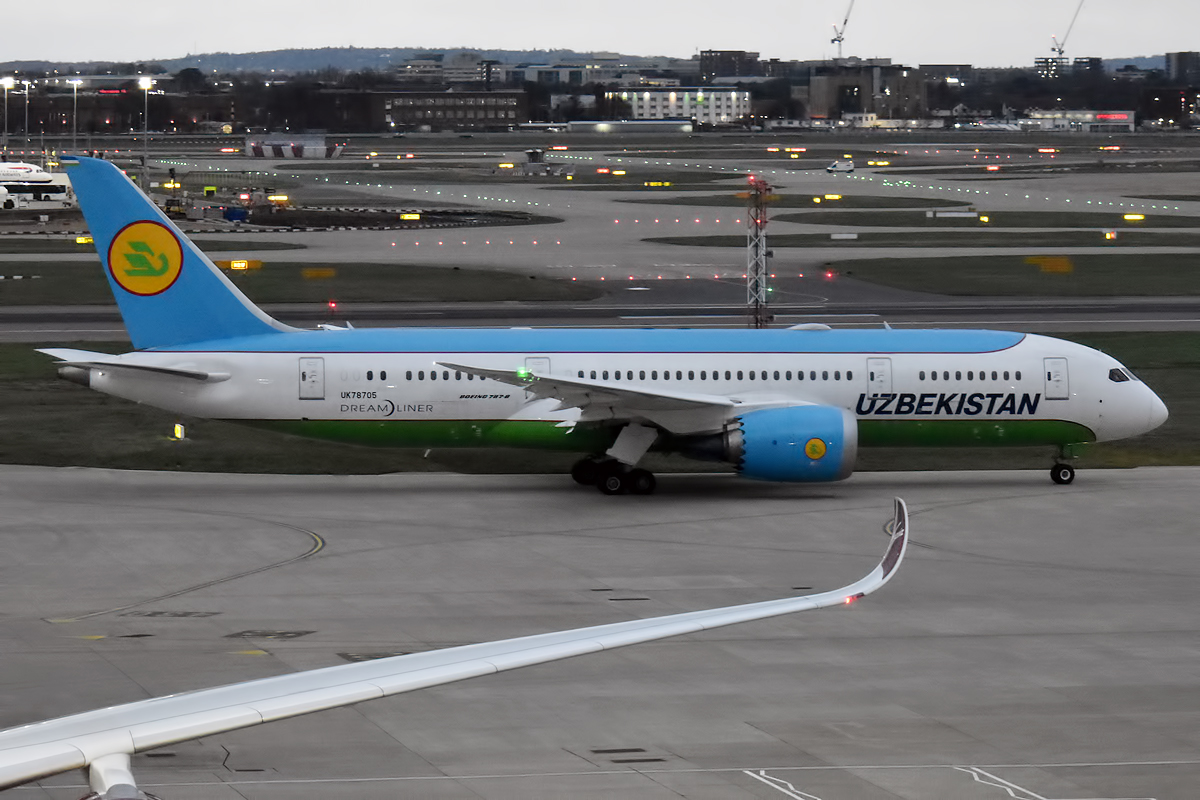
Boeing 787-8 Dreamliner
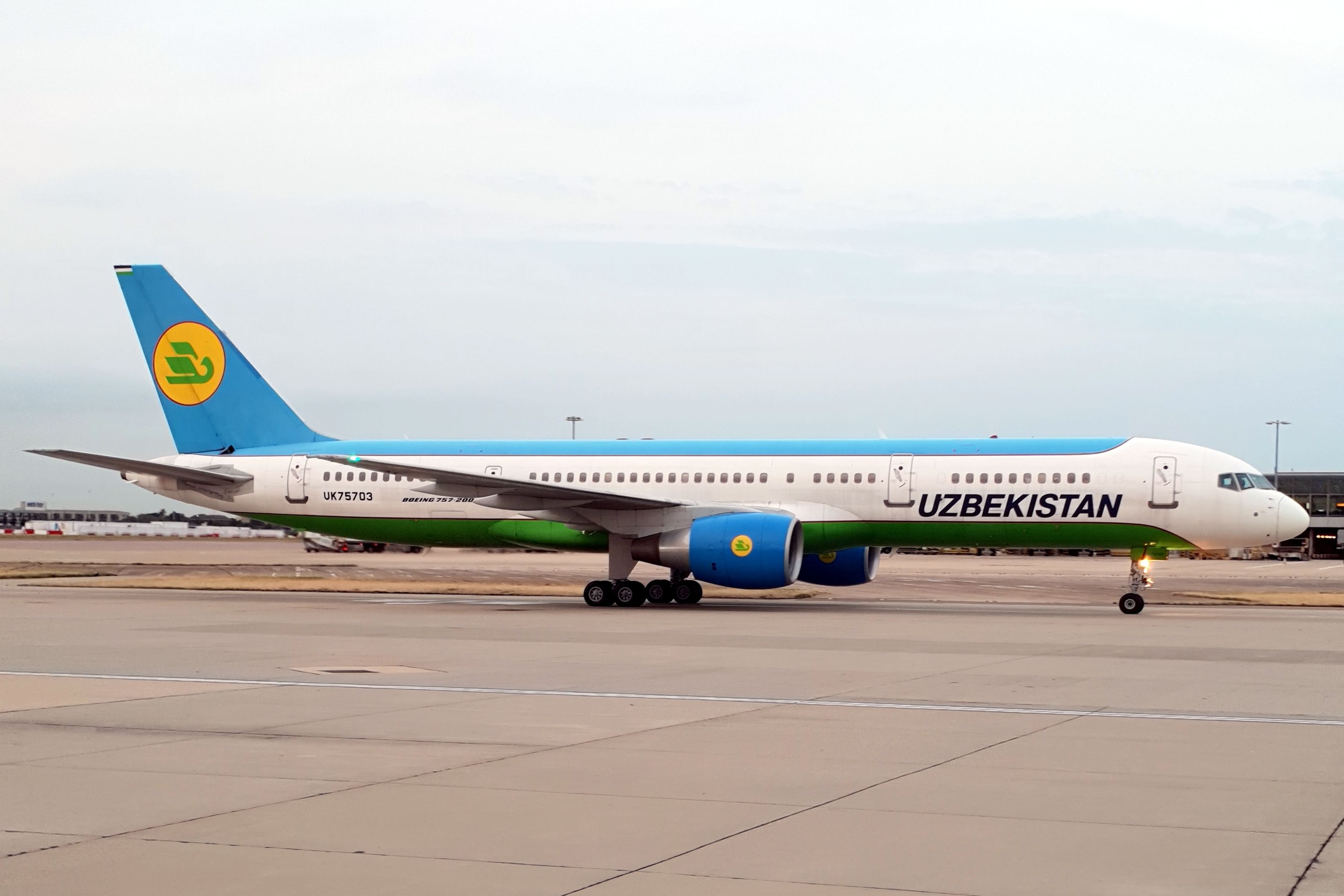
Boeing 757 à Londres Heathrow LHR en 2018

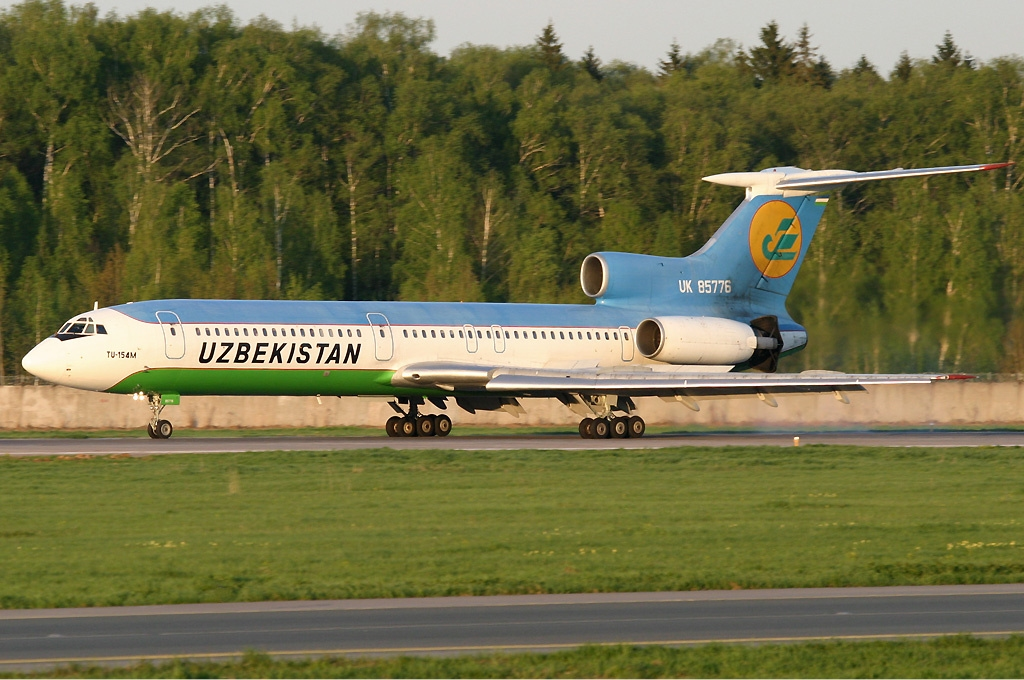
Ancien Tupolev tu-154

Destinations d'Uzbekistan Airways